# Brecksville
Brecksville és una població dels Estats Units a l'estat d'Ohio. Segons el cens del 2000 tenia 13.382 habitants.

## Demografia
Segons el cens del 2000, Brecksville tenia 13.382 habitants, 5.033 habitatges, i 3.754 famílies. La densitat de població era de 263,5 habitants/km².
Dels 5.033 habitatges en un 32,4% hi vivien nens de menys de 18 anys, en un 66,2% hi vivien parelles casades, en un 6,2% dones solteres, i en un 25,4% no eren unitats familiars. En el 22,6% dels habitatges hi vivien persones soles el 10,1% de les quals corresponia a persones de 65 anys o més que vivien soles. El nombre mitjà de persones vivint en cada habitatge era de 2,55 i el nombre mitjà de persones que vivien en cada família era de 3,02.
Per edats la població es repartia de la següent manera: un 23,9% tenia menys de 18 anys, un 4,3% entre 18 i 24, un 23,8% entre 25 i 44, un 30% de 45 a 60 i un 18,1% 65 anys o més.
L'edat mediana era de 44 anys. Per cada 100 dones de 18 o més anys hi havia 98 homes.
La renda mediana per habitatge era de 76.159 $ i la renda mediana per família de 86.848 $. Els homes tenien una renda mediana de 65.382 $ mentre que les dones 39.912 $. La renda per capita de la població era de 37.838 $. Aproximadament l'1,8% de les famílies i el 2,5% de la població estaven per davall del llindar de pobresa.

## Poblacions més properes
El següent diagrama mostra les poblacions més properes.